# Mudersbach
Mudersbach település Németországban, Rajna-vidék-Pfalz tartományban. Lakosainak száma 5882 fő (2023. december 31.).

## Népesség
A település népességének változása:
| Lakosok száma | 6425 | 5850 | 5796 | 5776 | 5839 | 5857 | 5882 |
|               | 1975 | 2014 | 2017 | 2019 | 2021 | 2022 | 2023 |